# Emili Cabanyes i Rabassa
Emili Cabanyes i Rabassa (Mataró, 1850 - 1917) fue un arquitecto y un político español.

## Biografía
Se licenció como arquitecto en 1875, y se convirtió en arquitecto municipal de Mataró poco después. Entre sus obras más destacadas cabe mencionar el Plan del Ensanche de Mataró, hecho conjuntamente con Melchor de Palau, el Mercado El Rengle y trabajos en la Basílica de Santa María de Mataró. Se dedicó a la política local, como concejal del ayuntamiento de Mataró y como alcalde entre los años 1895-1897 y 1899 a 1901. Fue un animador del Círculo Católico, y en reconocimiento de sus contribuciones a la vida cultural, la Sala Cabanyes, inaugurada en 1935 lleva su nombre.